# El Llano (Guriezo)
El Llano es una localidad española del municipio de Guriezo, perteneciente a la comunidad autónoma de Cantabria. 

## Geografía
La localidad se encuentra a 136 m s. n. m. y a 1,5 kilómetros de la capital municipal, El Puente.

## Historia
Hacia mediados del siglo XIX, el lugar, una aldea ya por entonces perteneciente al municipio de Guriezo, estaba unido al de La Corra. Aparece descrito en el séptimo volumen del Diccionario geográfico-estadístico-histórico de España y sus posesiones de Ultramar de Pascual Madoz con las siguientes palabras:

CORRA Y LLANO: ald. en la prov. de Santander, part. jud. de Castro-Urdiales: pertenece al valle y ayunt. de Guriezo. (V.)
(Madoz, 1847, p. 130)

En 2023, la entidad singular de población de El Llano tenía empadronados 10 habitantes, todos ellos en diseminado.